# Спешнев, Дмитрий Григорьевич
Дмитрий Григорьевич Спешнев (1741—?) — кавалер ордена святого Георгия 4 класса.

## Биография
Происходил из дворян Калужской губернии Белевского уезда деревни Кленовки. В службу поступил в 1752 году в лейб-гвардии Измайловский полк солдатом, в 1763 году капралом; 7 ноября 1766 года пожалован в Кавалергардский корпус кавалергардом, с чином прапорщика.
В марте 1769 года Спешнев подал прошение о переводе его в Тверской карабинерный полк, где служили его родственники. 31 марта он был переведен в Тверской карабинерный полк. 4 сентября того же года участвовал в деле при Хотине; 1 января 1770 года он был произведен в поручики.
7 июля того же года участвовал в сражении при Ларге, а 21 июля за отличие в Кагульском сражении произведен в ротмистры, с переводом в Рязанский карабинерный полк. В 1774 году, находясь в отряде майора Любимова, 19 июня участвовал в деле при Козлище при взятии всего неприятельского лагеря.
7 и 8 июля участвовал при атаке Шумны. В 1775 году Спешнев переведен в Таганрогский драгунский полк, в 1778 году в Харьковский гусарский полк. 13 ноября произведен секунд-майором в Днепровский карабинерный полк, а 1 декабря переведен обратно в Харьковский гусарский полк.
В 1786 году Спешнев произведен в премьер-майоры, с переводом в Нижегородский драгунский полк. В 1787 году произведен в подполковники. В 1788 году был на Кубани в делах при подошве Черных гор, а потом при крепости Анапы. В 1789 году Спешнев снова переведен в Таганрогский драгунский полк.
26 ноября 1792 года за выслугу 25 лет в офицерских чинах награжден орденом Святого Георгия 4-й степени.
В августе 1793 года Спешнев был отправлен главнокомандующим на Кавказе графом Гудовичем по особо порученной ему комиссии в Персию, где он и находился до 10 ноября. В 1796 году, состоя в отряде Валериана Зубова, участвовал в покорении Дербента. 1 января 1797 года Спешнев, назначенный командиром Таганрогского полка, был отправлен в Грузию и 23 сентября произведен в полковники.
В 1798 году по жалобе вдовствующей царицы Карталинской и Кахетинской был предан суду в Георгиевске. В ходе судебного разбирательства все воздвигнутые на него обвинения были опровергнуты, однако 23 ноября 1798 года императорским приказом, «во уважение к Царскому дому вдовствующей Царицы Карталинской и Кахетинской и в сатисфакцию оному», полковник Спешнев был исключен из службы.